# Corsage (Film)
Corsage ist ein Spielfilm von Marie Kreutzer aus dem Jahr 2022. Das Historiendrama stellt die gealterte Kaiserin Elisabeth von Österreich-Ungarn (gespielt von Vicky Krieps) in den Mittelpunkt, die ihre Vorbildfunktion als Schönheitssymbol und Modeikone zu verlieren droht. Daraufhin stürzt sie in eine tiefe Sinnkrise. Die europäische Koproduktion zwischen Österreich, Luxemburg, Deutschland und Frankreich wurde im Mai 2022 beim 75. Filmfestival von Cannes uraufgeführt. Die deutsche Premiere fand im Juni beim Filmfest München 2022 statt, die Kinoveröffentlichung folgte im Juli 2022. Vielfach preisgekrönt wurde die Leistung von Hauptdarstellerin Vicky Krieps, darunter mit dem Europäischen Filmpreis (2022) und Österreichischen Filmpreis (2023).

## Handlung
Weihnachten, im Jahr 1877: Elisabeth („Sisi“), Kaiserin von Österreich, begeht ihren 40. Geburtstag. Damit gilt sie als eine „alte Frau“. Elisabeth hat ausschließlich repräsentative Pflichten und fühlt sich vom höfischen Ritual stark eingeengt. Sie gilt gleichermaßen als angehimmelte wie kritisch beäugte Modeikone und hat ihr Bild als elegante, schöne und anmutige Frau mit dem rosigen Teint des bayerischen Mädels kultiviert. Ihr ist bewusst, dass ihre Zeit bald abläuft. Mit vierzig Jahren wird sie bald kein Schönheitssymbol mehr sein können. Elisabeth ist verunsichert darüber, was sie noch wert ist, wenn sie ihrem eigenen Abbild nicht mehr gerecht wird und ihr nur noch Respekt zuteilwird. Sie verlässt unruhig Wien und reist nach England und Ungarn, um ihrer aufregenden Jugendzeit nachzueifern. Während ihrer Reise besucht Elisabeth ehemalige Liebhaber und politische Verbündete. Sie entwickelt dabei einen Plan, um ihr Vermächtnis zu schützen.

## Entstehungsgeschichte

### Besetzung

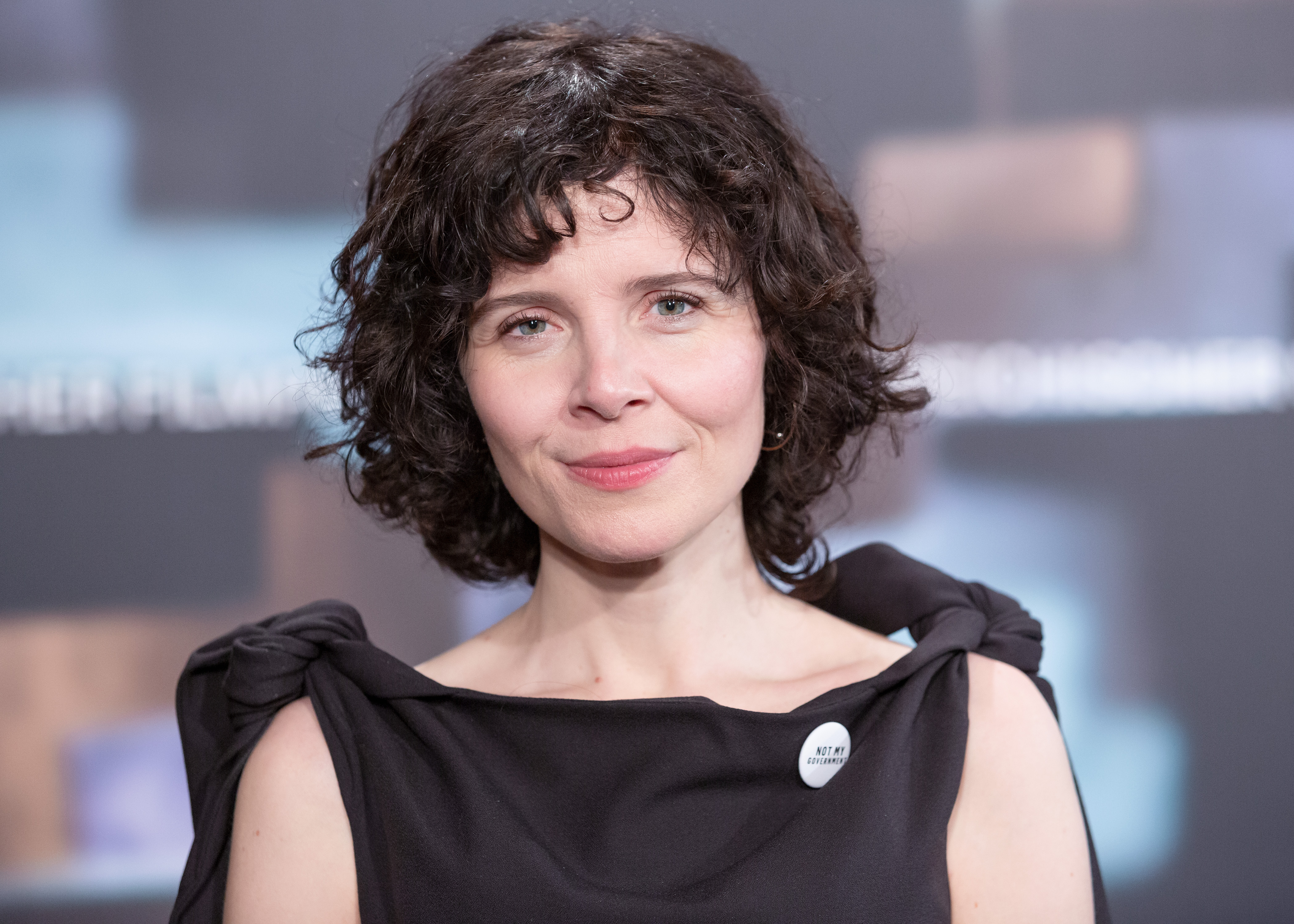
Marie Kreutzer (2019)

Corsage ist der vierte Spielfilm der österreichischen Filmemacherin Marie Kreutzer, die auch das Drehbuch verfasste. Sie plane, einen neuen Blick auf die historische Figur der Kaiserin Elisabeth zu werfen. „‚Sisi‘ hatte immer das Image einer schönen, anmutigen jungen Frau. In meinem Film ist sie 40, und es wird für sie immer schwieriger, diesem Idealbild zu entsprechen“, so Kreutzer. Aufgrund der COVID-19-Pandemie freue sich die Filmemacherin darüber, an einem historischen Stoff zu arbeiten, da die Geschichte von „aktuellen Vorkommnissen auf jeden Fall unberührt bleiben“ würde.
Für die Hauptrolle wurde die luxemburgische Schauspielerin Vicky Krieps verpflichtet, die beim Filmprojekt ebenfalls als geschäftsführende Produzentin fungierte. Um Authentizität bemüht, musste Krieps während der Dreharbeiten enge Korsette tragen, wie es auch Elisabeth zeit ihres Lebens tat. Wie die Monarchin erreichte Krieps eigenen Angaben zufolge eine Wespentaille von 40 Zentimetern, die schmaler war als jene ihrer eigenen 10-jährigen Tochter. Die Erfahrung war für Krieps bewusstseinsverändernd. Sie beschrieb das Tragen des Korsetts als „ein beunruhigendes und unangenehmes Gefühl“.

„Was ich beobachtete, sobald ich es [das Korsett] trug – und es passierte jeden Tag – war, dass ich nach zwei Minuten traurig wurde. Wie eine tiefe Traurigkeit. Und ich fand heraus, dass dein emotionales Zentrum dort ist, wo dein Solarplexus und dein Zwerchfell sind, und genau dort drückt es am meisten. Es beeinflusst deine Stimmung. Es ließ mich an all diese Frauen denken, die man schwierig oder hysterisch nennen würde. Warum spricht niemand jemals über dieses Instrument, das diese Frauen eindeutig foltert?“

In weiteren Rollen sind Katharina Lorenz und Jeanne Werner als Elisabeths Hofdamen Maria Festetics und Ida Ferenczy zu sehen. Florian Teichtmeister stellt Elisabeths Gatten Kaiser Franz Joseph I. dar, Manuel Rubey den mit der Monarchin befreundeten Ludwig II. von Bayern und Aaron Friesz ihren Sohn Rudolf.

### Produktion, Vertrieb und konkurrierende Projekte
Bei Corsage arbeitete Kreutzer mit Alexander Glehr und Johanna Scherz von der österreichischen Film AG zusammen. Beide hatten auch gemeinsam ihren vorangegangenen Kinofilm Der Boden unter den Füßen (2019) produziert. Ebenfalls an der Produktion von Corsage beteiligt waren Bernard Michaux (Samsa Film, Luxemburg), Janine Jackowski, Jonas Dornach und Maren Ade (Komplizen Film, Deutschland) und Jean-Christophe Reymond (Kazak Productions, Frankreich). Auch griff Kreutzer auf ihre langjährige Editorin Ulrike Kofler zurück. Ebenfalls gefördert wurde das Projekt vom Österreichischen Filminstitut (1,45 Mio. Euro), Filmfonds Wien, Filmstandort Austria, Film Fund Luxembourg, FilmFernsehFonds Bayern und Eurimages.
Die Dreharbeiten fanden von 2. März bis 7. Juli 2021 in Wien und Niederösterreich sowie ab Juni in Luxemburg statt. Insgesamt wurden 36 Drehtage veranschlagt. Aufgrund von Terminkonflikten der Hauptdarstellerin Krieps musste der Drehbeginn um einige Monate vorverlegt werden. Ursprünglich sollten die Dreharbeiten erst im Herbst 2021 beginnen.
Den Kinoverleih für Deutschland und Österreich übernahm Alamode Film. Für den Weltvertrieb ist mk2 films zuständig.
Corsage ist seit 2021 eine von vier deutschsprachigen Produktionen, die das Leben Kaiserin Elisabeths dramatisiert. Neben den Serien Sisi (2021) und Die Kaiserin (2022) entstand mit Sisi & Ich (2023) ein weiterer Kinofilm von Frauke Finsterwalder, in dem das Leben der Monarchin (dargestellt von Susanne Wolff) aus der Sicht einer Hofdame (Sandra Hüller) erzählt wird.

## Veröffentlichung und Rezeption
Im November 2021 wurde ein erster Teaser zum Film online veröffentlicht, in der Vicky Krieps in drei Szenen gezeigt wird. Die österreichische Nachrichtenagentur APA mutmaßte, dass der Film Kaiserin Elisabeth „wohl als eine Art Basismodell weiblichen Widerstandsgeists“ zu „figurieren“ versuche.
Corsage wurde in Branchenkreisen als möglicher Beitrag für das 75. Filmfestival von Cannes im Mai 2022 gehandelt. Kreutzer selbst hoffte, den Film bei einem real stattfindenden Festival vorstellen zu können. Tatsächlich wurde Corsage in die Sektion Un Certain Regard des im Mai 2022 stattfindenden Festivals eingeladen. Dort erfolgte die Welturaufführung am 20. Mai 2022. Die deutsche Premiere fand auf dem Filmfest München am 23. Juni 2022 statt, wo Corsage als Eröffnungsfilm gezeigt wurde. Der deutsche und österreichische Kinostart erfolgte am 7. Juli 2022.
Die Kinozeitschrift Cinema beurteilt den Film als „Punk statt Prunk“, in welchem es „endlich mal eine Elisabeth im Kino [gibt], die Ecken und Kanten hat und sich nicht um die Sympathie der Zuschauer schert“. Auch Anke Sterneborg hebt in epd Film hervor, dass „die österreichische Kaiserin Elisabeth keine süße Sissi, sondern eine moderne Frau in der Midlife-Crisis, essgestört und fitnessbesessen“ sei. Der Film schreibe damit die Filmgeschichte um.
Im Filmdienst erhielt der Film 4 von 5 Sternen: „Glänzend inszeniert und besetzt und in der Kombination aus historischem Setting, ausdrucksstarken Bildern und einer intensiven Musik sehr überzeugend, stört nur die fehlende Problematisierung des Umstandes, dass die Emanzipation der einen auf Kosten einer anderen Frau funktioniert.“ Arabella Wintermayer meint in Die Tageszeitung, dass dem Film „durch seine sprachliche Poesie, seine eleganten Bilder und einem pointierten Soundtrack […] eine ätherische Filmerfahrung gelungen“ sei. Obwohl die Thematik erdrückend sei, handele es sich nicht um einen erdrückenden Film. Die Redaktion des deutschen Online-Portals wählte das Werk später auf Platz neun der besten Filme des Jahres 2022.

### Fall Teichtmeister und Vorwürfe gegen weiteren Darsteller
Am 13. Januar 2023 wurde bekannt, dass Florian Teichtmeister wegen des Besitzes von Kinderpornografie angeklagt wurde und gegenüber der Polizei ein Geständnis abgelegt hat.
Die Ermittlungen gegen ihn begannen bereits 2021. Erste Medienberichte, noch ohne Namensnennung, erschienen im September 2021 einige Monate nach dem Ende der Dreharbeiten. Aufgrund von Gerüchten wurde er von den Produzenten damit konfrontiert, habe die Vorwürfe aber abgestritten. Regisseurin Kreutzer sagte nach Bekanntwerden der Anklage: „Ich bin traurig und wütend, dass ein feministischer Film, an dem mehr als 300 Menschen aus ganz Europa jahrelang gearbeitet haben, durch die grauenvollen Handlungen einer Person so beschmutzt und beschädigt wird. Noch trauriger und wütender macht mich, in welchem Ausmaß Videos und Fotos von sexualisierter Gewalt gegen Kinder produziert, verbreitet und konsumiert werden.“ Der zuständige Fachverband hielt an der Nominierung für den Auslands-Oscar fest.
Die österreichische Regisseurin Katharina Mückstein hat am Tag der Premiere von Corsage gepostet: „Ein Täter“ werde „heute Abend auf der Bühne stehen und bejubelt werden“. Sie löste damit eine MeToo-Welle in Österreich aus. Nach Bekanntwerden der Anklage gegen Teichtmeister stellte Mückstein klar, dass sie nicht Teichtmeister, sondern jemanden anderen aus dem Cast gemeint habe. Vorwürfe von sexualisierter, psychischer und körperlicher Gewalt dieses Darstellers gegen mehrere Frauen sind in der Branche bekannt und wurden an Marie Kreutzer und das Produktionsteam bereits vor Beginn der Dreharbeiten heran getragen. Laut Recherchen des Spiegel habe eine Gruppe von betroffenen Frauen mittels einer Vertrauensperson vor der Wien-Premiere von Corsage Kontakt mit Marie Kreutzer aufgenommen. Mehrere geplante Treffen mit der Vertrauensperson sollen von Kreutzer „aus Zeitgründen“ abgesagt worden sein. Kreutzers Angebot, sich direkt bei ihr zu melden, sollen von den Betroffenen nicht wahrgenommen worden sein. Der Schauspieler brachte in diesem Zusammenhang mindestens eine Kreditschädigungsklage ein.

## Auszeichnungen
Marie Kreutzers Film gewann seit Mai 2022 14 Auszeichnungen und wurde für 40 weitere nominiert. Überwiegend prämiert wurde die Schauspielleistung von Vicky Krieps, unter anderem mit dem Europäischen Filmpreis und dem Österreichischen Filmpreis. Der Film gelangte als österreichischer Beitrag in die Vorauswahlliste der Oscarverleihung 2023 (internationaler Film) und wurde im selben Jahr für den BAFTA Award (Bester nicht-englischsprachiger Film) nominiert. Im Jahr 2023 folgten drei Auszeichnungen beim österreichischen Filmfestival Diagonale sowie drei weitere Österreichischen Filmpreise für Kamera, Kostum- und Maskenbild.
| Filmpreis/-festival (Auswahl)                 | Kategorie                                      | Resultat  | Preisträger/ Nominierte |
| --------------------------------------------- | ---------------------------------------------- | --------- | --- |
| British Academy Film Awards 2023              | Bester nicht-englischsprachiger Film           | Nominiert | Marie Kreutzer |
| Internationale Filmfestspiele von Cannes 2022 | Un Certain Regard – Beste Darstellerin         | Gewonnen  | Vicky Krieps |
| Internationale Filmfestspiele von Cannes 2022 | Prix Un Certain Regard – Bester Film           | Nominiert | Marie Kreutzer |
| Chicago Film Critics Association Awards 2022  | Bestes Kostümdesign                            | Nominiert | Monika Buttinger |
| Chicago International Film Festival 2022      | Beste Darstellerin                             | Gewonnen  | Vicky Krieps |
| Chicago International Film Festival 2022      | Bester Film                                    | Nominiert | Marie Kreutzer |
| Diagonale 2023                                | Beste Kamera                                   | Gewonnen  | Judith Kaufmann |
| Diagonale 2023                                | Bestes Szenenbild                              | Gewonnen  | Martin Reiter |
| Diagonale 2023                                | Preis Innovative Produktionsleistung           | Gewonnen  | Film AG, Alexander Glehr, Johanna Scherz                                                                                               |
| Europäischer Filmpreis 2022                   | Bester Film                                    | Nominiert | Marie Kreutzer, Alexander Glehr, Johanna Scherz, Bernard Michaux, Jonas Dornbach, Janine Jackowski, Maren Ade, Jean-Christophe Reymond |
| Europäischer Filmpreis 2022                   | Bestes Regie                                   | Nominiert | Marie Kreutzer |
| Europäischer Filmpreis 2022                   | Beste Darstellerin                             | Gewonnen  | Vicky Krieps |
| Film Fest Gent 2022                           | Bester Film                                    | Nominiert | Marie Kreutzer |
| Gotham Awards 2022                            | Bester internationaler Film                    | Nominiert | Marie Kreutzer, Alexander Glehr, Johanna Scherz, Bernard Michaux, Jonas Dornbach, Janine Jackowski, Maren Ade, Jean-Christophe Reymond |
| Independent Spirit Awards 2023                | Bester internationaler Film                    | Nominiert | Marie Kreutzer |
| London Critics’ Circle Film Awards 2023       | Beste Hauptdarstellerin                        | Nominiert | Vicky Krieps |
| London Film Festival 2022                     | Bester Film                                    | Gewonnen  | Marie Kreutzer |
| Montclair Film Festival 2022                  | Spezialpreis der Jury – Beste Darstellerin     | Gewonnen  | Vicky Krieps |
| Filmfest München 2022                         | ARRI/Osram Award – Bester internationaler Film | Nominiert | Marie Kreutzer |
| Österreichischer Filmpreis 2023               | Bester Spielfilm                               | Nominiert | Marie Kreutzer, Alexander Glehr, Johanna Scherz, Bernard Michaux, Jonas Dornbach, Janine Jackowski, Maren Ade, Jean-Christophe Reymond |
| Österreichischer Filmpreis 2023               | Bestes Regie                                   | Nominiert | Marie Kreutzer |
| Österreichischer Filmpreis 2023               | Bestes Drehbuch                                | Nominiert | Marie Kreutzer |
| Österreichischer Filmpreis 2023               | Beste Darstellerin                             | Gewonnen  | Vicky Krieps |
| Österreichischer Filmpreis 2023               | Beste Kamera                                   | Gewonnen  | Judith Kaufmann |
| Österreichischer Filmpreis 2023               | Bestes Kostümbild                              | Gewonnen  | Monika Buttinger |
| Österreichischer Filmpreis 2023               | Bestes Maske                                   | Gewonnen  | Maike Heinlein, Helene Lang |
| Österreichischer Filmpreis 2023               | Bester Schnitt                                 | Nominiert | Ulrike Kofler |
| Filmfestival von San Sebastián 2022           | RTVE-Otra Mirada Award – Lobende Erwähnung     | Gewonnen  | Marie Kreutzer |
| Sarajevo Film Festival 2022                   | Beste Darstellerin                             | Gewonnen  | Vicky Krieps |
| Sarajevo Film Festival 2022                   | Bester Film                                    | Nominiert | Marie Kreutzer |
| Satellite Awards 2022                         | Bester internationaler Film                    | Nominiert | Österreich |
| Satellite Awards 2022                         | Beste Darstellerin                             | Nominiert | Vicky Krieps |